# Campeonato da Região Serrana
Il Campeonato da Região Serrana è una competizione creata nel 2013 organizzato dalla Federação Gaúcha de Futebol, a cui partecipano le squadre di calcio professionistiche. I club che partecipano a questa competizione fanno parte della Serra Gaúcha.
È disputato parallelamente con il Campeonato da Região Sul-Fronteira e il Campeonato da Região Metropolitana, al quale i vincitori di queste competizioni si affrontano nella Super Copa Gaúcha. Nel Campeonato da Região Metropolitana, partecipano i club delle divisioni Série A1, A2 e Segunda Divisão del Campionato Gaúcho.

## Squadre partecipanti 2016
- Apafut (Flores da Cunha)
- Atlético Carazinho (Carazinho)
- Caxias (Caxias do Sul)
- Juventude (Caxias do Sul)
- PRS/Garibaldi (Garibaldi)
- Ypiranga (Erechim)

## Albo d'oro
| Anno | Campione (città)                           | Vice (città)                  |
| ---- | ------------------------------------------ | ----------------------------- |
| 2013 | Passo Fundo (Passo Fundo)                  | Lajeadense (Lajeado)          |
| 2014 | Juventude (Caxias do Sul)                  | Veranópolis (Veranópolis)     |
| 2015 | União Frederiquense (Frederico Westphalen) | Novo Hamburgo (Novo Hamburgo) |
| 2016 | Caxias (Caxias do Sul)                     | Ypiranga (Erechim)            |

## Titoli per squadra
| Squadra             | Città                | Titoli |
| ------------------- | -------------------- | ------ |
| Caxias              | Caxias do Sul        | 1      |
| Juventude           | Caxias do Sul        | 1      |
| Passo Fundo         | Passo Fundo          | 1      |
| União Frederiquense | Frederico Westphalen | 1      |